# Justien Grillet
Justien Grillet (née le 18 juillet 1994) est une athlète sprinteuse belge.

## Palmarès
- médaille d'argent lors du Festival olympique de la jeunesse européenne 2011
- 8e du relais 4 × 400 mètres lors des championnats d'Europe d'athlétisme 2014[1]

### Championnats de Belgique
| Outdoor | 2014 | 2015 | 2016 |
| ------- | ---- | ---- | ---- |
| 400 m   | 2e   | -    | 1re  |

| Indoor | 2012 | 2013 | 2014 | 2015 | 2016 | 2017 |
| ------ | ---- | ---- | ---- | ---- | ---- | ---- |
| 200 m  | 2e   | 1re  | -    | 2e   | -    | -    |
| 400 m  | -    | -    | -    | -    | 1re  | 3e   |

## Records personnels
Outdoor
- 200 m : 23 s 94
- 400 m : 53 s 31
- 4 × 400 m : 3 min 27 s 69 (NR) (2018 Berlin)

Indoor
- 200 m : 24 s 03
- 400 m : 54 s 31